# Crivellia
Crivellia is een monotypisch geslacht van schimmels behorend tot de familie Pleosporaceae. Het bevat alleen de soort Crivellia papaveracea. Het veroorzaakt bladziekte op papaver. De schimmel komt voor in Europa, Australië, India, Japan, Nepal, Pakistan, Zuid-Afrika, Turkije, de VS en Zambia.